# Stoneyisland-Mann

Schema der erhaltenen Knochen.
Rot markiert leicht fragmentierte, blau markiert stark fragmentierte Skelettteile

Der Stoneyisland-Mann ist eine neolithische Moorleiche, die 1929 im Moor Stoneyisland Bog bei Gortanumera im irischen County Galway entdeckt wurde. Der Mann ist bislang Irlands älteste bekannte Moorleiche.

## Fund
Die Torfstecher James Dolphin, Thomas Rodgers und John Spain stießen am 13. Mai 1929 bei Arbeiten auf Dolphins Parzelle, in der Nähe des Zentrums des Stoneyisland-Bogs, auf ein menschliches Skelett. Zunächst vermuteten sie, die sterblichen Überreste eines Mr. Ward aus Ballyshrule vorliegen zu haben, der seit einiger Zeit als vermisst galt. Das Skelett lag in etwa 3 Metern Tiefe unter einer ungestörten Torfschicht, und nur wenige Zentimeter über dem anstehenden Grund des Moores. Der Hinterkopf soll Kontakt zum Grund gehabt haben. Nach Aussage Dolphins wurden keine weiteren Gegenstände bei dem Skelett gefunden. Außerdem teilte er mit, dass er bereits früher in höhergelegenen Moorschichten auf Aschenreste von ehemaligen Feuerstellen, Baumstämme und Holzkohlereste, und in einem anderen Bereich des Moores, in etwa 1,5 Metern Tiefe, auf Reste eines Einbaumes gestoßen sei.
Lage des Stoneyisland Bogs: 53° 5′ 2″ N, 8° 17′ 41″ W

## Befund
Der Stoneyisland-Mann lag in Rückenlage mit rechtwinklig über dem Oberkörper angezogenen Armen. Das Skelett war vollständig. T. Shea, der für die britische Geographiebehörde Ordnance Survey in dieser Region arbeitete, grub das Skelett vollständig aus und übersandte es zur weiteren Untersuchung an das anatomische Museum des University College Galway. Aufgrund der anatomischen Untersuchung von Shea handelt es sich um einen etwa 40 Jahre alten Mann, mit einer Körpergröße von etwa 157 cm. Die Gelenke wiesen Abnutzungsspuren aufgrund starker körperlicher Beanspruchung auf. Die Zähne waren sehr stark abgekaut. Shea beobachtete an Unterkiefer, Zähnen und Extremitätenknochen zahlreiche charakteristische Übereinstimmungen mit anderen prähistorischen Skelettfunden aus Westeuropa. Weiter folgerte er, dass der Körper nicht langsam in einem Moor versank, sondern dass der Mann in dem damals noch offenen See ertrank, auf den Grund sank, und erst später durch den verlandenden See mit Moor überwachsen wurde.

## Datierung
Der Fund wurde von Herrn White von der Queen’s University of Belfast, mittels einer Pollenanalyse der Torfschicht, in den Zeitraum 4500 bis 2000 vor Chr. datiert. Die 14C-Datierungen an vier Proben lagen im Bereich zwischen 6200 und 5170 BP (4250 bis 3220 vor Chr.), wobei drei aktuelle Proben im Bereich zwischen 5270 und 5170 BP (3320 bis 3220 vor Chr.) lagen und somit ein geringfügig jüngeres Alter des Fundes bestätigen.